# القورة (السبرة)

تعديل مصدري - تعديل

القورة محلة تابعة لقرية حبيل السوق، التابعة لعزلة بلادالشعيبي السفلى بمديرية السبرة إحدى مديريات محافظة إب في الجمهورية اليمنية.، بلغ تعداد سكانها 38 حسب تعداد اليمن لعام 2004.